# (4661) Yebes
(4661) Yebes est un astéroïde de la ceinture principale.

## Description
(4661) Yebes est un astéroïde de la ceinture principale. Il fut découvert le 17 novembre 1982 à Yebes par M. de Pascual. Il présente une orbite caractérisée par un demi-grand axe de 2,43 UA, une excentricité de 0,16 et une inclinaison de 4,7° par rapport à l'écliptique.

## Compléments